# 須之内品吉

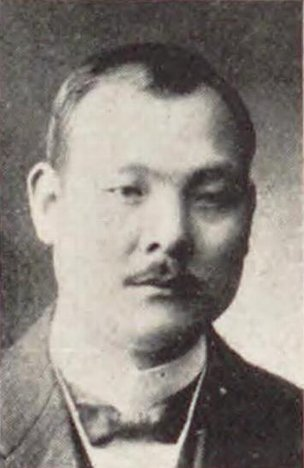
須之内品吉

須之内 品吉（すのうち しなきち、1883年（明治16年）11月24日 - 1965年（昭和40年）11月20日）は、日本の衆議院議員（立憲政友会）。立教大学教授。弁護士。

## 経歴
愛媛県和気郡和気村（現在の松山市）出身。1914年（大正3年）に東京帝国大学法科大学英法科を卒業した後、同大学院で商法を専攻した。弁護士を開業し、そのかたわら立教大学教授を務めた。
1928年（昭和3年）、第16回衆議院議員総選挙に出馬し、当選。第18回衆議院議員総選挙でも再選を果たした。
その他、築地商事株式会社社長、三笠鉱業株式会社社長、三全株式会社社長などを務めた。